# Пхаюхасена, Пхахон
Пхрая (маркиз) Пхахон Пхаюхасена (тайск. พล เอก พระยา พหล พล พยุหเสนา, имя при рождении Пхот Пхахонйотхин (тайск. พจน์ พหลโยธิน; 29 марта 1887, Бангкок — 14 февраля 1947, Бангкок) — военный и политический деятель Таиланда, второй премьер-министр страны после революции 1932 года.

## Биография
Родился в провинции Пхра Накхон (ныне — Бангкок), его отец, полковник королевской армии, был этническим китайцем, а мать — тайкой.
После учебы в Королевской военной академии в Сиаме, Пхот Пхахонйотхин в 1903 году получил королевскую стипендию для обучения в Прусской военной академии в Берлине. По некоторым сведениям, в Прусской военной академии он был однокурсником Германа Геринга. Затем Пхот Пхахонйотхин был направлен на учёбу в инженерный колледж в Дании, но из-за нехватки средств вернулся в Сиам в 1912 году. В 1931 году король Прачадипок (Рама VII) удостоил его титула «Пхрая» (примерно соответствует маркизу в европейской системе титулов), дал имя «Пхахон Пхаюхасена» и присвоил звание полковника. В 1932 году Пхахон Пхаюхасена стал инспектором королевской армии.
Пхахон Пхаюхасена был видным деятелем группы заговорщиков, известной как «Четыре мушкетёра», (тайск. 4 ทหาร เสือ, в которую, кроме него, входили пхрая Сонгсурадет, пхрая Риттхи Акханей, пхрая Прасан Питхаяют), которая входила в подпольную партию Кхана Ратсадон, осуществившую революцию 1932 года. К 1932 году в партии сформировалось три основных фракции: армейская, которую возглавлял Пхахон Пхаюхасена, флотская во главе с Пибунсонграмом, и гражданская во главе с Приди Паномионгом. Пхахон Пхаюхасена сыграл одну из ключевых ролей в момент захвата власти, он зачитал «Декларацию о новом Сиамском государстве» на площади в Бангкоке. Вошёл в состав нового правительства, которое возглавлял Манопхакон Нититхада.
В апреле 1933 года в Сиаме начался политический кризис, связанный с тем, что король отверг предложенный П. Паномионгом план экономических реформ (так называемую «жёлтую папку»). Манопхакон Нититхада, воспользовавшись ситуацией, приостановил действие некоторых статей конституции и судебных органов, а Паномионг был вынужден бежать во Францию. Это вызвало недовольство руководства партии Кхана Ратсадон, в том числе Пхахона Пхаюхасена. 15 июня Пхахон Пхаюхасена ушёл в отставку с поста министра со ссылкой на состояние здоровья, в действительности же для подготовки военного переворота. 20 июня 1933 года группа армейских офицеров во главе с Пхахоном Пхаюхасена осуществила военный переворот, сместив Манопхакона Нититхаду. Пхахон Пхаюхасена провозгласил себя премьер-министром Сиама и направил королю Прачадипоку рапорт, в котором излагал причины и цели переворота и просил поддержки со стороны короля. После некоторых колебаний король утвердил Пхахона Пхаюхасена премьер-министром.
Следующие пять лет Пхахон Пхаюхасена вёл борьбу за сохранение власти. В октябре 1933 года принц Боворадет поднял роялистский мятеж против правительства Пхахона Пхаюхасена. После недели боев правительственные войска подавили это восстание. Министром обороны в новом правительстве стал Плек Пибунсонграм, влияние которого в правительстве со временем росло. В декабре 1933 года, после первых парламентских выборов в Сиаме Пхахон Пхаюхасена получил мандат на формирование правительства. Политика его кабинета была направлена на укрепление национального капитала. Важное значение имели денонсация (в 1936) неравноправных договоров с иностранными державами и восстановление таможенной независимости Сиама. Позиции Пхахона Пхаюхасена существенно пошатнулись в 1937 году, когда разразился скандал в связи с продажей земельных участков, принадлежавших королевской семье, высокопоставленным чиновникам по ценам ниже рыночных. После парламентских выборов в ноябре 1937 года Пхахон Пхаюхасена сохранил должность премьер-министра, но ненадолго. Его кабинет был вынужден уйти в отставку в сентябре 1938 года, а в ноябре 1938 года были проведены внеочередные парламентские выборы, результатом которых стал приход к власти П.Пибунсонграма.
После ухода с поста премьер-министра Пхахон Пхаюхасена удалился от общественной жизни, хотя продолжал военную службу на протяжении Второй мировой войны. Он умер в феврале 1947 года в возрасте 59 лет от кровоизлияния в мозг. Несмотря на то, что он занимал высокие должности, у его семьи не было средств на похороны, которые в конечном счёте оплатил Пибунсонграм.

## Память
В честь Пхахона Пхаюхасена названо шосее Phahonyothin Road, которое идет от Бангкока до границы с Мьянмой на севере, а также больница в провинции Канчанабури.

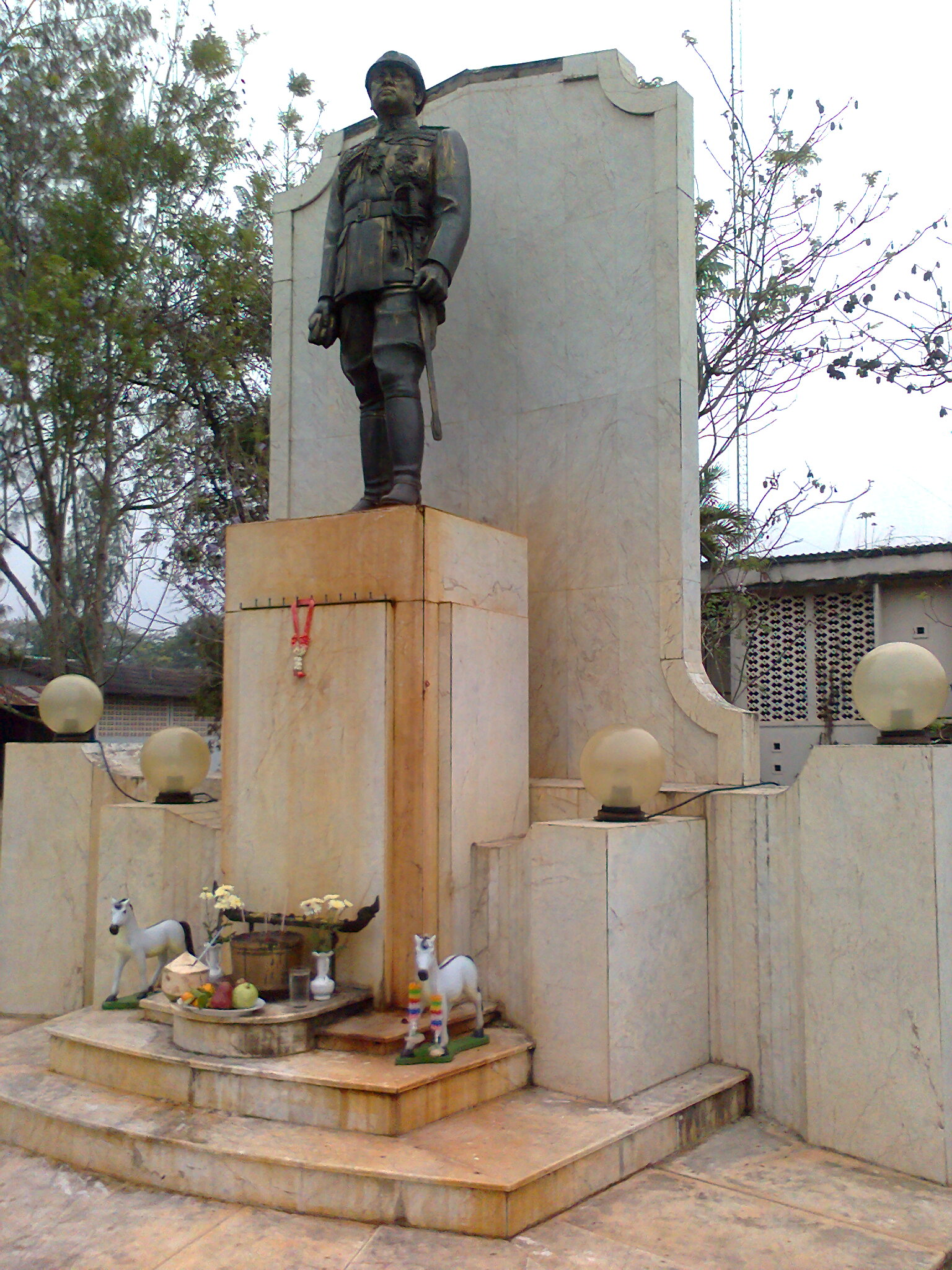
Памятник в тамбоне Сала, ампхе Кокха, провинции Лампанг.